# Donald Ramphadi
Donald „Dona“ Ramphadi (* 10. Juni 1993 in Mogapeng, Distrikt Mopani) ist ein südafrikanischer Rollstuhltennisspieler.

## Karriere
Bei Ramphadi zeigten sich im Alter von zwölf Jahren Symptome der Osteogenesis imperfecta, umgangssprachlich als Glasknochenkrankheit bezeichnet. Über die nächsten Jahre verschlechterte sich sein Zustand so weit, dass er nicht mehr ohne Hilfe laufen konnte. Er begann 2009 mit dem Rollstuhltennis, seit 2018 tritt er in der Klasse der Quadriplegiker („Quad“) an.
Donald Ramphadi konnte im Einzel bei jedem der vier Grand-Slam-Turniere das Halbfinale erreichen. Im Doppel gewann er an der Seite von Andrew Lapthorne die French Open 2023.
Er startete bei den Paralympischen Spielen 2024 in Paris und konnte zusammen mit Lucas Sithole das Spiel um Bronze gewinnen, nachdem sie zuvor das Halbfinale gegen die späteren Goldmedaillengewinner Niels Vink und Sam Schröder verloren hatten. Sie holten damit die erste Medaille im Rollstuhltennis für eine afrikanische Nation. Im Einzel scheiterte Ramphadi bereits in der ersten Runde.
Donald Ramphadi lebt in Pretoria und hat einen Sohn.

## Leistungsbilanz bei den Grand-Slam-Turnieren

### Einzel
| Turnier         | 2022 | 2023 | 2024 | 2025 | Karriere |
| --------------- | ---- | ---- | ---- | ---- | -------- |
| Australian Open | VF   | HF   | HF   | VF   | HF       |
| French Open     | VF   | VF   | HF   | VF   | HF       |
| Wimbledon       | VF   | HF   | VF   | VF   | HF       |
| US Open         | HF   | VF   |      |      | HF       |

### Doppel
| Turnier         | 2022 | 2023 | 2024 | 2025 | Karriere |
| --------------- | ---- | ---- | ---- | ---- | -------- |
| Australian Open | HF   | F    | F    | VF   | F        |
| French Open     | HF   | S    | HF   | F    | S        |
| Wimbledon       | HF   | HF   | HF   | F    | F        |
| US Open         | HF   | F    |      |      | F        |

Zeichenerklärung: S = Turniersieg; F, HF, VF, AF = Einzug ins Finale / Halbfinale / Viertelfinale / Achtelfinale; 1, 2, 3 = Ausscheiden in der 1. / 2. / 3. Hauptrunde; nicht ausgetragen